# Pilar Vásquez
Pilar Vásquez (15 maggio 1963) è un'ex tennista peruviana.

## Carriera
In carriera ha raggiunto una finale nel singolare al Japan Open Tennis Championships nel 1982. Nei tornei del Grande Slam ha ottenuto il suo miglior risultato raggiungendo il quarto turno nel singolare agli US Open nel 1983.
In Fed Cup ha disputato un totale di 30 partite, collezionando 16 vittorie e 14 sconfitte.

## Statistiche

### Singolare

#### Finali perse (1)
| Numero | Anno            | Torneo                                 | Superficie | Avversaria in finale | Punteggio     |
| 1.     | 24 ottobre 1982 | Japan Open Tennis Championships, Tokyo | Cemento    | Laura Arraya         | 6-3, 4-6, 0-6 |

### Risultati in progressione
| Sigla | Risultato               |
| ----- | ----------------------- |
| V     | Vincitore               |
| F     | Finalista               |
| SF    | Semifinalista           |
| O     | Oro olimpico            |
| A     | Argento olimpico        |
| SF    | Bronzo olimpico         |
| QF    | Quarti di Finale        |
| 4T    | Quarto turno            |
| 3T    | Terzo turno             |
| 2T    | Secondo turno           |
| 1T    | Primo turno             |
| RR    | Round Robin             |
| LQ    | Turno di qualificazione |
| A     | Assente                 |
| ND    | Non disputato           |

| Legenda superfici    |
| -------------------- |
| Cemento              |
| Terra battuta        |
| Erba                 |
| Superficie variabile |

#### Singolare nei tornei del Grande Slam
| Torneo          | 1981 | 1982 | 1983 | 1984 | 1985 | 1986 | 1987 | 1988 | 1989 | 1990 | 1991 |
| --------------- | ---- | ---- | ---- | ---- | ---- | ---- | ---- | ---- | ---- | ---- | ---- |
| Australian Open | A    | A    | A    | A    | A    | ND   | 1T   | 1T   | 2T   | A    | 1T   |
| Open di Francia | 3T   | 1T   | 1T   | 1T   | 1T   | A    | A    | A    | A    | A    | A    |
| Wimbledon       | A    | A    | A    | 2T   | 1T   | A    | A    | A    | A    | A    | A    |
| US Open         | 1T   | 1T   | 4T   | 1T   | A    | A    | A    | A    | A    | A    | A    |

#### Doppio nei tornei del Grande Slam
| Torneo          | 1981 | 1982 | 1983 | 1984 | 1985 | 1986 | 1987 | 1988 | 1989 | 1990 | 1991 |
| --------------- | ---- | ---- | ---- | ---- | ---- | ---- | ---- | ---- | ---- | ---- | ---- |
| Australian Open | A    | A    | A    | A    | A    | ND   | A    | 1T   | 2T   | A    | 1T   |
| Open di Francia | 2T   | 1T   | 1T   | 3T   | 1T   | A    | A    | A    | A    | 1T   | A    |
| Wimbledon       | A    | A    | A    | A    | A    | A    | A    | A    | A    | A    | A    |
| US Open         | 1T   | 2T   | 1T   | 1T   | A    | A    | A    | A    | A    | A    | A    |

#### Doppio misto nei tornei del Grande Slam
| Torneo          | 1980 | 1981 | 1982 | 1983 |
| --------------- | ---- | ---- | ---- | ---- |
| Australian Open | ND   | ND   | ND   | ND   |
| Open di Francia | 2T   | 1T   | 1T   | 2T   |
| Wimbledon       | A    | A    | A    | A    |
| US Open         | A    | A    | A    | A    |